# Falmouth (Massachusetts)
Falmouth – miasto w Stanach Zjednoczonych, w stanie Massachusetts, w hrabstwie Barnstable.